# Eduardo Mondlane
Eduardo Mondlane, född den 20 juni 1920 i Mandlakazi, Moçambique, var en politiker och rebelledare i Moçambique 1963-69. Han dog den 3 februari 1969 i Dar es Salaam, Tanzania,

## Biografi
Mondlane var den fjärde av 16 söner till en ledare för en bantutalande Tsongastam och arbetade som herde tills han fyllt tolv år. Han gick i flera olika grundskolor innan han började i en schweizisk presbyterianskola nära Manjacaze. Sin gymnasieutbildning avslutade han i samma organisations kyrkskola Lemana i Transvaal, Sydafrika.
Han tillbringade sedan ett år vid Jan Hofmeyers Socialhögskola innan han började på Witwatersrand University i Johannesburg. 1949 drevs han ut från Sydafrika till följd av den tilltagande apartheidpolitiken. I juni året därpå började han vid universitetet i Lissabon. På egen begäran flyttade han till USA, där han kom in som stipendiat vid Oberlin College i Ohio vid 31 års ålder, och 1953 tog han en examen i antropologi och sociologi. Han fortsatte sina studier vid Northwestern University i Evanston, Illinois, där han tog en doktorsexamen.
Mondlane började arbeta som forskningssekreterare vid förvaltarskapsavdelningen inom FN 1957; detta gjorde det möjligt för honom att återvända till Afrika. För att kunna delta i politisk aktivism (som hans FN-arbete inte tillät) avgick han från sin tjänst samma år. Därefter blev han biträdande professor i antropologi vid Syracuse University och hjälpte till att utveckla lärosätets program för Östafrikastudier. År 1963 avgick han från sin post på Syracuse för att flytta till Tanzania och fullt ut engagera sig i befrielsekampen.

## Politisk aktivism
En av António de Oliveira Salazars viktigaste rådgivare, Adriano Moreira träffade Mondlane i FN när båda arbetade där och uppmärksammade hans kvaliteter. Denne försökte värva honom till den portugisiska sidan genom att erbjuda honom en tjänst i det portugisiska Moçambiques administration. Mondlane visade dock litet intresse för erbjudandet och anslöt sig senare till Moçambiques självständighetsrörelse i Tanzania, vilken saknade en trovärdig ledare.
År 1962 valdes Mondlane till president för det nybildade moçambiqiska Liberation Front (Frente de Libertação de Moçambique eller FRELIMO). Denna var sammansatt av medlemmar från mindre självständighetsgrupper. År 1963 grundade han FRELIMOs huvudkontor utanför Moçambique i Dar-es-Salaam, Tanzania. Med stöd av flera västländer och Sovjetunionen, samt många afrikanska stater, påbörjade FRELIMO ett gerillakrig för att göra Moçambique självständigt från Portugal 1964.
Under FRELIMOs tidiga år var dess ledning uppdelad. Fraktionen ledd av Mondlane ville inte enbart kämpa för självständighet utan också för en förändring till ett socialistiskt samhälle. Marcelino dos Santos, Samora Machel och Joaquim Chissano samt en majoritet av partiets centralkommitté delade denna uppfattning. Deras motståndare, med Nkavandame och Uria Simango som framträdande representanter, ville ha självständighet; de ville dock inte ha en fundamental förändring av sociala relationer, utan i huvudsak byte ut den vita eliten mot en svart. Den socialistiska ståndpunkten godkändes av den andra partikongressen i juli 1968. Mondlane omvaldes också som partiets president, och en strategi för ett utdraget krig byggt på stöd bland bönderna (i motsats till ett snabbt kuppförsök) antogs.
År 1969 mördades Mondlane efter att en bokbomb skickats till honom vid FRELIMOs högkvarter i Dar es Salaam. Såväl den portugisiska säkerhetstjänsten som den portugisiska hemliga polisen PIDE/DGS och delar av FRELIMO har anklagats av olika historiker för mordet. År 1974 störtades den portugisiska styrande regimen efter en vänstermilitärkupp i Lissabon. Detta medförde en dramatisk kursändring i Portugals policy för sina utländska kolonier. Den 25 juni 1975 lämnade Portugal över makten till FRELIMO och Moçambique blev en självständig nation.

## Eftermäle
Universitetet i Lourenço Marques, grundat av den portugisiska kolonialmakten, döptes om till Eduardo Mondlane University 1975.
Oberlin College i Ohio, USA har instiftat ett Eduardo Mondlane-stipendium.